# Llandeilo
Llandeilo (ou Llandilo) est une ville située au pays de Galles, dans le Carmarthenshire.

## Jumelage
Depuis 1979, Llandeilo est jumelée avec la ville du Conquet (Finistère). Ce jumelage est symbolisé par une immense bouée située à l'entrée de la ville en venant de l'A40. Il s'agit d'un don offert par la municipalité bretonne. En retour, la communauté de Llandeilo a offert au Conquet une cabine téléphonique rouge, de style britannique.
Llandeilo est aussi jumelée avec une ville homonyme d'Australie. Cette dernière a été fondée en 1886 par des émigrants venus du Llandeilo gallois. Il en est résulté des échanges réguliers entre les deux villes.